# Lex Ogulnia
La Lex Ogulnia, promulgata nel 300 a.C., è uno degli esiti della lunga lotta di classe che oppose patrizi e plebei nell'età repubblicana dell'antica Roma. 

## Descrizione
La legge fu introdotta dai tribuni della plebe Quinto Ogulnio Gallo e Gneo Ogulnio Gallo: con essa, il pontificato massimo e i vari collegi sacerdotali vennero resi accessibili ai plebei, che già prima del 367 a.C. erano stati ammessi nel collegio sacerdotale dei decemviri sacris faciundis', aumentando il numero dei pontefici da cinque a otto e quello degli organi sacerdotali  da cinque a nove.
La lunga gestazione di questo provvedimento mostra il rilievo politico e ideologico che era attribuito a tali figure sacerdotali.
Il primo pontefice massimo plebeo - che dunque ne beneficiò - fu Tiberio Coruncanio nel 254 a.C.; il suo atto più significativo fu quello di rendere pubbliche le sedute del collegio pontificio, favorendo la 'laicizzazione' della figura del giurista.